# Special Olympics Tunesien
Special Olympics Tunesien (englisch: Special Olympics Tunisia) ist der tunesische Verband von Special Olympics International, der weltweit größten Sportbewegung für Menschen mit geistiger Beeinträchtigung und Mehrfachbeeinträchtigung. Ziel ist die sportliche Förderung dieser Personengruppe und die Sensibilisierung der Gesellschaft für sie. Außerdem betreut der Verband die tunesischen Athletinnen und Athleten bei den Special Olympics Wettbewerben.

## Geschichte
Special Olympics Tunesien wurde 1980 mit Sitz in Tunis gegründet.

## Aktivitäten
2016 waren 6.286 Athletinnen, Athleten und Unified Partner sowie 288 Trainer bei Special Olympics Tunesien registriert. Der Verband nahm 2017 am Programm Athlete Leadership teil, das von Special Olympics International ins Leben gerufen worden war.

### Sportarten
Folgende Sportarten wurden 2017 vom Verband angeboten:
- Badminton (Special Olympics)
- Basketball (Special Olympics)
- Boccia (Special Olympics)
- Floorball (Special Olympics)
- Fußball (Special Olympics)
- Handball (Special Olympics)
- Kraftdreikampf (Special Olympics)
- Leichtathletik (Special Olympics)
- Reiten (Special Olympics)
- Schneeschuhlaufen (Special Olympics)
- Schwimmen (Special Olympics)
- Tennis (Special Olympics)
- Tischtennis (Special Olympics)

### Teilnahme an Special Olympics World Games vor 2020
- 1995 Special Olympics World Summer Games, Connecticut, USA (10 Athletinnen und Athleten)
- 1999 Special Olympics World Summer Games, North Carolina, USA (6 Athletinnen und Athleten)
- 2003 Special Olympics World Summer Games, Dublin, Irland
- 2005 Special Olympics World Winter Games, Nagano, Japan
- 2007 Special Olympics World Summer Games, Shanghai, China
- 2009 Special Olympics World Winter Games, Boise, USA
- 2013 Special Olympics World Winter Games, PyeongChang, Südkorea
- 2015 Special Olympics World Summer Games, Los Angeles, USA (8 Athletinnen und Athleten)
- 2017 Special Olympics World Winter Games, Graz-Schladming-Ramsau, Österreich
- 2019 Special Olympics, World Summer Games, Abu Dhabi (32 Athletinnen und Athleten)[2]

### Teilnahme an den Special Olympics World Summer Games 2023 in Berlin
Special Olympics Tunesien nahm an den Special Olympics World Summer Games 2023 teil. Die Delegation wurde vor den Spielen im Rahmen des Host Town Program von Wolfsburg betreut. Sie bestand aus 59 Personen. Das Team gewann bei diesen Weltspielen vier Gold-, vier Silber- und eine Bronzemedaille.

### Teilnahme an Weltspielen nach 2023
- 2025 Special Olympics World Winter Games, Turin, Italien (2 Athletinnen und Athleten)[6]